# جک سپتیک آی
شان ویلیام مک‌لاکلین (متولد ۷ فوریه ۱۹۹۰), که بیشتر با نام مستعار جک‌سپتیک‌آی (و یا جک) شناخته شده‌است، یک یوتیوبر اهل ایرلند است.

## فعالیت‌ها

### نوع کانال یوتیوب
مک‌لاکلین روزانه در کانال یوتیوب‌اش حداقل یک ویدئو آپلود می‌کند، معمولاً ویدئوهای لتس پلی و ولاگ. او همچنین بیان کرد که یک جمع دوستانه و نزدیک به هم مخاطبین بخش مهمی از کانال‌اش است «یکی از مهم‌ترین کارهایی که همیشه می‌خواستم در یوتیوب انجام بدم نزدیک‌تر کردن مردم بهم بوده».

#### سبک ویدئوها
مک‌لاکلین نام خود را «پر انرژی‌ترین مفسر بازی‌های ویدئویی در یوتیوب» گذاشته. مک‌لاکلین در مصاحبه‌ای با آیریش ایندپندنت ویدئوهای خود را اینگونه توصیف کرد که او حین بازی کردن بازی‌های ویدئویی حرف می‌زند و در بارهٔ بازی نظر می‌دهد، همراه با کلی بدوبیراه. او فحش دادن را یکی از عوامل کلیدی موفقیت‌اش می‌داند و گفت: «کلی بدوبیراه توی ویدئوها میگم، ظاهراً هرچقدر بیشتر فحش بدید مردم مثبت‌تر واکنش نشون مید».

### تاریخچه

#### ۲۰۱۶–۲۰۱۲: شروع کار در یوتیوب
مک‌لاکلین در ۲۴ فوریه ۲۰۰۷ به یوتیوب پیوست اما هیچ ویدئویی آپلود نکرد، تا اینکه در نوامبر ۲۰۱۲ شروع به آپلود ویدئوهای گیم پلی در کانال خود به نام جک سپتیک آی کرد. در ۲۰۱۳ پیو دی پای در یکی از ویدئوهایش از او نام برد و باعث افزایش معروفیت او شد و شمار مشترکین کانال او از ۲٬۵۰۰ به ۱۵٬۰۰۰ تن‌تنها در چهار روز رسید.

## زندگی شخصی
مک‌لاکلین در شهر آتلون بزرگ شد جایی که او را با نام مستعار جک سپتیک آی صدا می‌زدند. او در دوران کالج درامر گروه متال Raised to the Ground بود. او در بریتانیا در شهر برایتون زندگی می‌کند. مک‌لاکلین در اکتبر ۲۰۱۸ اعلام کرد که از دوست دختر یوتیوبراش، سینه (Signe), که بیشتر با نام ویشو (Wiishu) شناخته شده‌است، جدا شده. او در صفحه توییتراش نوشت که این تصمیم آسانی نبوده.
او در ۱۶ مارس ۲۰۱۹ ، با ارسال تصویری از خود و دوست دختر جدیدش و متن "Happy" (خوشحال) تایید کرد که با (Evelin Smolders)، که در یوتیوب با نام "GirlGamerGab" شناخته میشود در رابطه است.
در ۲۷ ژانویه ۲۰۲۱ , (مصادف با ۲۸ بهمن ۱۳۹۹) درگذشتن پدرش را اعلام کرد و از مردم خواست که در این مدت به حریم خصوصی خود و خانواده اش احترام بگذارند. او همچنین گفت که تا مدتی هیچ کاری انجام نمیدهد.

## فیلم‌شناسی
| تاریخ پخش     | نام برنامه                     | کانال         | نقش   |
| ------------- | ------------------------------ | ------------- | ----- |
| ۱۵ ژوئیه ۲۰۱۷ | پولاریس: بازیکن را انتخاب کنید | دیزنی اکس دی  |       |
| ۲۳ فوریه ۲۰۱۸ | لیت لیت شو                     | آر تی ای یک   | مهمان |
| لغو شد        | پیو دی پای را بترسان (فصل ۲)   | یوتیوب پرمیوم | خودش  |

## بازی‌های ساخته شده
| سال  | عنوان              | سیستم عامل                         | نقش       |
| ---- | ------------------ | ---------------------------------- | --------- |
| ۲۰۱۷ | پین‌استرایپ         | مایکروسافت ویندوز، لینوکس و مک‌اواس | مرد مست ۲ |
| ۲۰۱۷ | بندی و دستگاه جوهر | مایکروسافت ویندوز، لینوکس و مک‌اواس | شاون فلین |